# Oud Holland
Oud Holland - Journal for Art of the Low Countries est une revue académique trimestrielle à comité de lecture couvrant l'art des Pays-Bas (du nord) et des Pays-Bas  du sud (Belgique) des années 1400 à 1920. Oud Holland est la plus ancienne revue d'histoire de l'art au monde. 

## Description
La revue a été fondée par Adriaan de Vries et Nicolaas de Roever en 1883. Depuis lors, elle a paru pratiquement sans interruption ; 132 volumes ont paru. Depuis 1972, le journal est publié par le RKD - Institut néerlandais d'histoire de l'art ; depuis 2008 en collaboration avec l'éditeur Brill. Les rédacteurs en chef sont Elmer Kolfin, et Menno Jonker (rédacteur en chef exécutif) et John Bezold (rédacteur en chef de la revue en ligne). Les articles sont publiés principalement en anglais et parfois en néerlandais, avec un résumé anglais.

## Résumés et indexation
Le journal est résumé et indexé notamment dans :
- EBSCO Information Services
- Arts and Humanities Citation Index[2]
- Avery Index to Architectural Periodicals (en)
- Bibliography of the History of Art
- Current Contents/Arts & Humanities[2]
- Répertoire international de littérature musicale
- VINITI Database RAS (en)
- Scopus[3]